# Came (Uruguai)
Came és un centre poblat de l'Uruguai, ubicat al sud del departament de Soriano, sobre el límit amb Colonia. Té una població aproximada de 290 habitants, segons les dades del cens de 2004.
Es troba a 92 metres sobre el nivell del mar.